# Умила
Уми́ла — согласно сомнительной Иоакимовской летописи, дочь новгородского старейшины Гостомысла и мать князей Рюрика, Синеуса и Трувора. Независимые исторические подтверждения её существования отсутствуют.
Иоакимовская летопись входит в число татищевских известий, текстов в составе «Истории Российской» историка XVIII века Василия Татищева, содержащих информацию, не имеющую аналогов в известных исторических источниках. Происхождение и достоверность Иоакимовской летописи и татищевских известий в целом носят дискуссионный характер; Иоакимовская летопись считается исследователями наиболее сомнительной частью этих известий.
Согласно этому источнику, три дочери Гостомысла были замужем за соседними князьями, а четыре сына умерли ещё при его жизни. Беспокоясь об отсутствии мужского потомства, Гостомысл однажды увидел во сне, что из чрева средней его дочери, Умилы, произросло огромное дерево, покрывшее своими ветвями огромный город. Вещуны растолковали, что один из сыновей Умилы будет его наследником. Перед смертью Гостомысл, собрав «старейшин земли от славян, руси, чуди, веси, меров, кривичей и дряговичей», рассказал им о сне, и они послали к варягам просить в князья сына Умилы, 
Рюрика, отцом которого был неназванный по имени варяг. Согласно матрилатеральной традиции (наследование по материнской линии), на зов явились, после смерти Гостомысла, Рюрик с двумя братьями — Синеусом и Трувором.
Фигура Умилы присутствует в рамках российского постсоветского официального исторического нарратива. На происхождении Рюрика внимание обычно не акцентируется, а когда вопрос обозначается, то его скандинавская принадлежность в той или иной мере подвергается сомнению или оспаривается. В частности, академическими учёными высказывалось мнение, что Рюрик был «наполовину славянин, наполовину скандинав», что отражает версию Иоакимовской летописи.